# Соколов Іван Захарович
Іван Захарович Соколов (рос. Иван Захарович Соколов; 10 травня 1928, село Осинівка, тепер у складі міста Чугуїв Харківської області — 1 жовтня 1982, місто Кисловодськ) — партійний діяч УРСР. Член ЦК КПРС у 1976—1982 роках. Кандидат у члени ЦК КПУ в 1966—1972. Член ЦК КПУ в 1972—1982. Кандидат у члени Політбюро ЦК з 14 вересня 1973 по 10 лютого 1976 року, член Політбюро ЦК Компартії України з 13 лютого 1976 по 1 жовтня 1982 року. Депутат Верховної Ради СРСР 9—10-го скликань. Депутат Верховної Ради УРСР 7—10-го скликань, член Президії Верховної Ради УРСР.

## Біографія
Народився 10 травня 1928 року в родині робітника. Трудову діяльність розпочав у 1943 році робітником-вагарем станції Чугуїв Південної залізниці.
З 1946 року навчався в Харківському машинобудівному технікумі, який закінчив 1950 року.
З 1950 по 1954 рік працював помічником майстра, завідувачем планово-розподільного бюро цеху, майстром, заступником начальника, начальником термічного цеху на Харківському тракторному заводі імені С. Орджонікідзе.
Член КПРС з 1952 року. 
З 1954 року — заступник секретаря, а з 1958 року — секретар партійного комітету Харківського тракторного заводу імені Серго Орджонікідзе.
У 1956 році закінчив Всесоюзний заочний політехнічний інститут.
З 1961 по 1963 рік — 1-й секретар Орджонікідзевського районного комітету КПУ міста Харкова.
У липні 1963 — грудні 1964 року — 2-й секретар Харківського промислового обласного комітету КПУ.
З 14 грудня 1964 по 15 червня 1972 року — 2-й секретар Харківського обласного комітету КПУ.
З 15 червня 1972 по 17 лютого 1976 року — 1-й секретар Харківського обласного комітету КПУ.
З 13 лютого 1976 року по 1 жовтня 1982 року — 2-й секретар ЦК Комуністичної партії України.

Могила Івана Соколова

Помер 1 жовтня 1982 року в Кисловодську. Похований в Києві на Байковому кладовищі (ділянка №2, центральна алея).

## Нагороди
- два ордени Леніна
- орден Жовтневої Революції
- орден Трудового Червоного Прапора
- медалі
- Почесна грамота Президії Верховної Ради Української РСР